# Спецшахтобуріння
«Спецшахтобурі́ння» — державна холдингова компанія Міністерства палива та енергетики України. Заснована як самостійне підприємство з проходки вертикальних виробок способом буріння в 1966 р. До її складу увійшли проектні бюро, Донецьке шахтобудівельне управління (здійснювало буріння вертикальних виробок з 1946 р.) і два шахтопрохідницьких управління (мм. Первомайськ та Довжанськ на Луганщині), а з 1971 р. третє — в Торезі (Донеччина). Всі підприємства компанії — державні відкриті акціонерні товариства.
«Спецшахтобуріння», маючи 50-річний досвід роботи, володіє досконалою технологією і обладнанням для вирішення технічних задач проходки виробок з параметрами:
- d 1…2 м, глибиною h ~ 1500 м з кріпленням сталевими обсадними трубами d 0,7…1,6 м або декількома паралельними обсадними колонами d 150…500 мм в будь-яких гірничо-геологічних умовах;
- d 2…3 м, h ~ 1000 м з кріпленням сталевими обсадними трубами d 1,5…2,5 м у м'яких та серньої міцності породах;
- d 3…4 м, h ~ 800 м з кріпленням сталевими обсадними трубами d 2,5…3,5 м у м'яких та серньої міцності породах;
- d 4…5 м, h ~ 500 м з кріпленням сталевими обсадними трубами d 3,5…4,5 м у м'яких породах.

Компанія надає весь комплекс послуг по проходці вертикальних виробок–підготовку проектно-кошторисної документації, розробку конструкції та виготовлення спецобладнання і технологічної оснастки, підготовку будівельного майданчика, транспортування і монтаж технологічного обладнання, буріння та кріплення виробки. За період 1950—1997 рр. «Спецшахтобуріння» здало замовникам 449 вертикальних виробок d 1…5 м загальною глибиною понад 170 км, які на шахтах Донецького та Кузнецького вуг. бас. та на Далекому Сході використовуються для вентиляції, спуску та підйому людей і вантажів, як запасні виходи, для прокладки кабелів та трубопроводів різного призначення; в Красноярську — для будівництва водозабору на вугільному розрізі; в Архангельській області — при видобутку алмазів із обводненої кімберлітової трубки; в Московській області — при будівництві прискорювача елементарних частинок. Парк обладнання компанії — 25 установок реактивно-турбінного буріння (РТБ), та 10 — роторного буріння зі зворотною ерліфтною промивкою типу Л-35, які виготовлені німецькою фірмою «Вірт».
Умови проходки включають наявність горизонтального майданчика розміром 0,5 га, дороги з твердим покриттям, водопроводу техн. води, електроенергії та засобів зв'язку. Використання стовпа промивної рідини у виробці як тимчасового кріплення дозволяє ефективно проходити м'які, нестійкі, обводнені породи без попередньої підготовки (заморожування, тампонажу тощо) та зниження водопритоків у виробки, що суттєво скорочує загальні строки будівництва та його вартість. Компанія застосовує суцільне водонепроникне, секційне та ін. кріплення. Постійний інструментальний контроль за напрямком буріння, станом стінок виробки, виготовленням та монтажем кріплення, спеціальні технологічні прийоми, які складають «ноу-хау» компанії, забезпечують вертикальність стовбурів, які будуються. Відхилення осі ствола від вертикалі не перевищують 1/1000 від його глибини.
Адреса: 83000 Україна, м. Донецьк, вул. Жовтнева, буд. 82-А.